# (6631) Пятницкий
(6631) Пятницкий (лат. Pyatnitskij) — типичный астероид главного пояса, открыт 4 сентября 1983 года советским астрономом Людмилой Журавлёвой в Крымской астрофизической обсерватории и 4 мая 1999 года назван в честь Митрофана Пятницкого.

## Обнаружение и именование
(6631) Пятницкий
Открыт 4 сентября 1983 года в Научном Л. В. Журавлёвой.
Назван в память основателя русского народного хора, исполнителя и собирателя русских народных песен, заслуженного артиста РСФСР (1925) Митрофана Ефимовича Пятницкого (1864—1927).
Оригинальный текст (англ.)6631 Pyatnitskij
Discovered 1983-09-04 by Zhuravleva, L. V. at Nauchnyj.
Named in memory of Mitrofan Efimovich Pyatnitskij (1864—1927), founder of the Russian National Chorus, performer and collector of Russian folk-songs, and Honored Artist of Russia (1925).
Источники: DISCOVERY.DB; M.P.C. 34624.

## Орбита

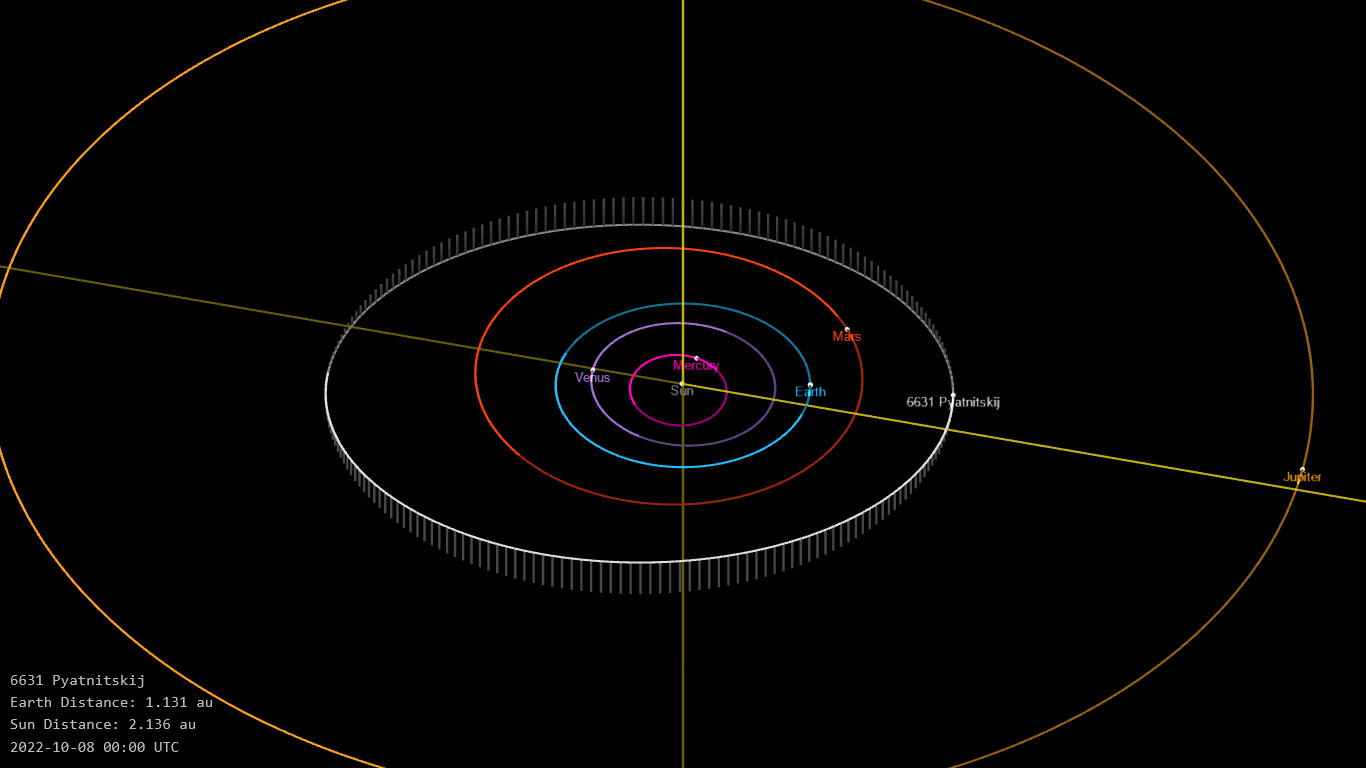
Орбита астероида Пятницкий и его положение в Солнечной системе

## Физические характеристики
Астероид относится к таксономическому классу S.
По результатам наблюдений в инфракрасном диапазоне орбитальной обсерватории IRAS и спутника Akari и наблюдений в видимом и ближнем инфракрасном диапазоне космического телескопа NEOWISE диаметр астероида сначала оценивался равным 14,35±1 км, позже — 14,336±0,060 км, 15,17±0,49 км, 14,28±3,39 км, 9,10±2,99 км, 14,141±4,171 км, 14,52±4,08 км и 13,91±3,79 км, 14,08±4,59 км и 14,35±4,33 км. Согласно тем же источникам альбедо оценивается как 0,0494±0,008, 0,0440±0,0064, 0,045±0,003, 0,05±0,06, 0,10±0,07, 0,0469±0,0527, 0,044±0,006, 0,053±0,051 и 0,050±0,031, 0,055±0,042 и 0,054±0,038.